# Yolanda Aguirre Gutiérrez
Yolanda Aguirre Gutiérrez (Daimiel, Ciudad Real, España, 23 de octubre de 1998), conocida deportivamente como Yoli, es una futbolista española. Juega como guardameta y actualmente milita en el Sevilla F.C. Femenino de la Primera División Femenina de España.

## Selección española
Ha sido internacional con la Selección Sub-19 de España, con la que fue subcampeona del Campeonato Europeo Femenino Sub-19 de la UEFA 2016.

## Clubes
| Club                 | País   | Temporadas  |
| -------------------- | ------ | ----------- |
| F. F. La Solana      | España | 2013-2017   |
| Santa Teresa Badajoz | España | 2017-2021   |
| Napoli Femminile     | Italia | 2021 - Act. |